# Les Outrages
Les Outrages est un roman danois de Kaspar Colling Nielsen publié en danois en 2017, et en français par les éditions Calmann-Lévy en 2019.

## Contexte
L'action se déroule surtout dans un futur proche, sur le territoire danois, à Copenhague, dans l'île de Lolland, et dans la ville de Frederiksstaad, située dans une enclave danoise au Mozambique.
Des conflits sociaux trop importants ont entraîné deux phénomènes complémentaires, la déportation de populations musulmanes à Frederiksstaad, et la transformation de Lolland en île fermée, résidence fermée réservée à une minorité blanche fortunée, recréant une culture à peu près disparue.
Le récit comporte trente-quatre chapitres entrecoupés de dix chapitres non numérotés, dont les personnages sont des animaux modifiés, beaucoup plus tard.

## Trame narrative
Stig et Elisabeth vivent plutôt bien leur vie professionnelle et affective. Emma souffre d'anorexie, et après son hospitalisation, Elisabeth décide l'offre qui lui est faite, de changer de vie, de quitter Copenhague, pour participer à un  projet du Raid sur l'île de Lolland : une société moins fonctionnaliste et moins uniforme, en développement durable, avec développement de drones, de robots, d'Intelligence Artificielle (IA).
Elisabeth rejoint un groupe qui travaille en microbiologie, immunologie, neurologie. Il s'agit par exemple de concevoir des nanorobots pour identifier et éliminer l'artériosclérose, mais aussi des drones décorateurs, des robots cultivateurs. Elisabeth a quelque expérience en implantation de cellules gliales humaines dans les cerveaux de fœtus de souris, et est à l'origine d'un groupe d'Intelligence hybride (IH), qui expérimente l'implantation de puces électroniques sur les animaux du parc safari voué à disparaître, pas efficaces. Puis des cellules souches.
Stig s'habitue à cette vie plus saine, plus proche de la nature, monte à cheval, chasse avec Jack, se fait des amis, installe une galerie de peinture. Jack découvre sa sauvagerie, ses qualités de prédateur, et d'amitié avec Wilhelm la pie intelligente. Christian s'installe, malgré un premier contact répulsif (Tout était de si bon goût dans la veine nationale-romantique que Christian craignit d'être pris de nausée (p. 207), avec Mia, puis Pam, pour le plus grand bien de leur sexualité.
Emma part servir, comme bénévole, pour un an, à Frederiksstaad, forte de déjà 60 000 habitants, presque autosuffisante sur le plan alimentaire, mais qui ressemble surtout à un camp de réfugiés, déportés, expulsés, avec des heurs religieux, et obligation pour elle de porter hidjab et lunettes fumées. Elle y connaît surtout l'amour avec Milat, 21 ans.
Stig organise un événement artistique au Louisiana, à Copenhague, une performance d'allaitement pour adultes (le printemps européen), avec télévisions. Ensuite, sa galerie, son école à Lolland se développe, avec le désir d'art chez les habitants. Emma revient, se réadapte, retrouve Milat, rare déporté autorisé à s'installer au Danemark, surtout dans le nouveau contexte international explosif.
Beaucoup beaucoup plus tard, on développa des façons de télécharger sa conscience dans un autre corps (p. 401), humain, animal, végétal, pour une éternité peut-être (pour une minorité privilégiée)...

## Personnages
- Stig (1963-), galeriste,
- Elisabeth (1964-), son épouse depuis vingt-cinq ans, spécialiste en neuro-sciences,
- Emma, leur fille, 21 ans,
  - les amis du Mozambique : Aya, Fatima, Milat,
- Christian Funder, peintre (spécialiste en cadavres qui deviennent des arbres),
- Mia, jeune fille, dont Christian devient le curateur,
  - Karin, sa sœur, protectrice, responsable,
  - Pam, jeune fille au pair, philippine, 1,40 m, 17 ans,
  - Solvej, le chien coton de Tuléar,
  - Karin, sa fille,
- Nikolaj Markman, principal galeriste de Copenhague,
- autres peintres : Ulrik Haagerup (sexagénaire, cercles), Mogens, Charlotte Mogensen, Jonathan Appleworth, Emil Schönemeyer,
- autres artistes : Bujar, Nina Hjort, Philipp Todd, Sam Ferrell,
- Peter Sindal, trentenaire, psychologue spécialisé en troubles alimentaires,
- John Carlsen, avocat de Stig, et de Christian...
- Franz et Magnus, nouveaux amis de Stig,
- Henry le cochon, Félix le singe, Jack le chien malamute, Wilhelm la pie, et autres animaux modifiés intelligents...
- James MacIntyre, responsable du RAID,
- Nakasumi, spécialiste en neuro-sciences.

## Éditions
- Les Outrages (Calmann-Lévy, janvier 2019), 414 pages  (ISBN 978-2-7021-6538-6)

## Réception
Ce troisième roman de l'auteur, présenté comme le Houellebecq danois est le premier traduit et publié en français, et encore peu recensé en français.